# St. Bonifatius (Detmold)

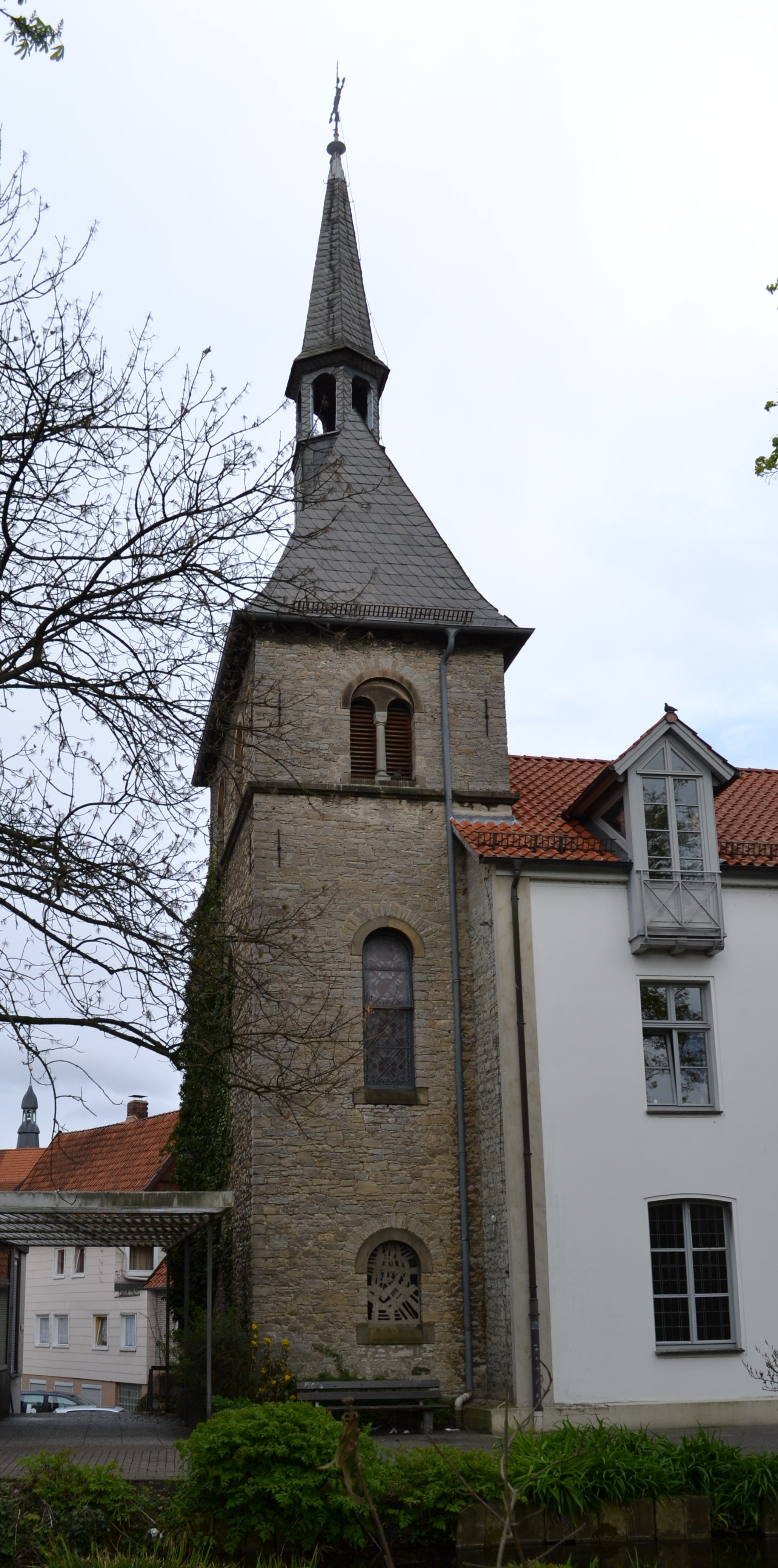
Kirchturm von Westen

St. Bonifatius ist die ehemalige katholische Pfarrkirche in Detmold. Die kleine Kirche befindet sich in der Kernstadt am Wallgraben. Der Kirchturm steht unter Denkmalschutz.

## Geschichte
Die Kirche wurde für die neu gegründete katholische Kirchengemeinde gebaut. Zunächst entstanden 1851/1852 nach Plänen von Ferdinand Ludwig August Merckel der Saal im Rundbogenstil und das Pfarrhaus. Am 7. November 1852 war die feierliche Konsekration durch Bischof Franz Drepper. 1853 wurde im Pfarrhaus auch eine Schule eröffnet. Maßgeblich beteiligt am Zustandekommen des Baues war Freiherr Maximilian von Laßberg, der nicht nur die Selbständigkeit der zunächst wenigen Katholiken förderte, sondern auch die finanziellen Mittel einwarb.
1854 wurde die katholische Gemeinde in Detmold zur Pfarrei erhoben und in der Folge 1855 die Kirche St. Bonifatius zur Pfarrkirche. 1886 wurde ein Chor angebaut, 1891 wurde die Kirche vergrößert, der neuromanische Turm angefügt und eine Taufkapelle errichtet. 1894 folgte ein neues Pfarrhaus.
Nach dem Bau der neuen Pfarrkirche Heilig Kreuz am Schubertplatz in Detmold wurde St. Bonifatius verkleinert, 1952/1953 mit dem angrenzenden Pfarrhaus und der Schule zusammengefügt, und in einen Teil des Gebäudes ein Altenheim hineingebaut. Der Kirchturm blieb erhalten und wurde 1989 unter Denkmalschutz gestellt.
Nach umfangreichen Umbauten durch die St.-Elisabeth-Stiftung wurde 2020 die Bonifatiuskirche in Verbindung mit einem Bonifatius-Forum und dem Bonifatius-Haus als Begegnungszentrum, Ort des stillen Gebetes und des Gottesdienstes im Herzen Detmolds neu eingeweiht.
Bei diesen Umbauten wurde der Kirchturm nach oben geöffnet und die ehemalige Taufkapelle zum Anbetungsraum umgestaltet. Durch die Renovierung und Ergänzung der Buntglasfenster sowie zusätzliche beleuchtete Nischen erstrahlen die Räume in hellem Licht.

## Beschreibung
Der rechteckige Kirchturm aus Bruchstein ist mit einem Walmdach bedeckt, auf dem sich ein sechseckiger Dachreiter mit offenem Glockenstuhl befindet. Fenster und Schalllöcher sind rundbogig, letztere durch Säulen geteilt. Die Fenster in der West- und Ostseite sind mit neuromanischer Ornamentverglasung aus Kathedralglas ausgestattet.